# Taschenband

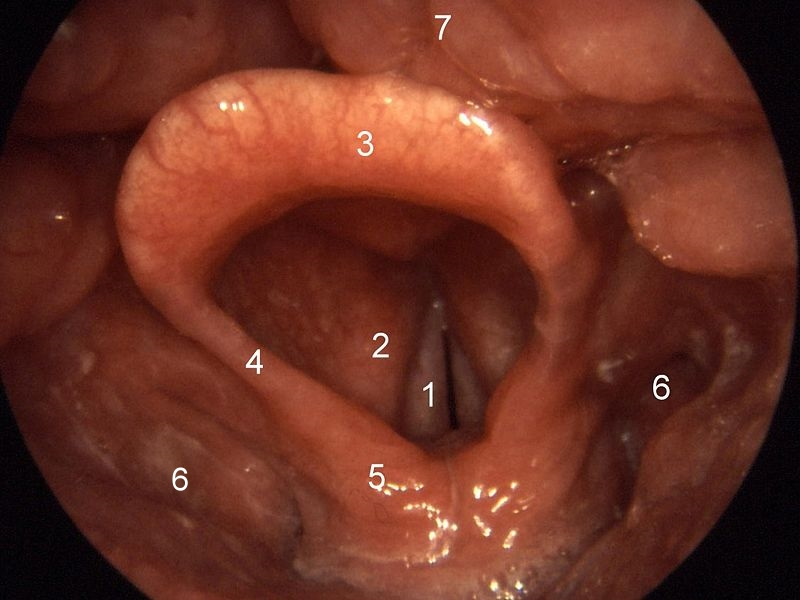
2 = Taschenband (Plica vestibularis); 1 = Stimmlippe (Plica vocalis); 3 = Kehldeckel (Epiglottis) 4 = Aryepiglottische Falte (Plica aryepiglottica) 5 = Tuberculum corniculatum, darunter die Cartilago corniculata, auf dem Cartilago arytenoidea aussitzend; kleine Vorwölbung zwischen 4 und 5 Tuberculum cuneiforme, darunter die Cartilago cuneiformis

Taschenbänder (Plicae vestibulares), auch Taschenfalten, Taschenklappen, Vorhoffalten, falsche Stimmbänder oder falsche Stimmlippen genannt, liegen im Kehlkopf dicht über den „wahren“ Stimmlippen. Es sind vorspringende, waagerecht übereinander liegende Faltenpaare, die über den Stimmfalten sitzen.
Sie dienen dazu, die Luft anzuhalten, sich zu räuspern und werden verstärkt beim Growling als Effekt gebendes Organ verwendet; meist in Zusammenarbeit mit den richtigen Stimmlippen. Sie werden ebenfalls beim sogenannten Kargyraa im zentralasiatischen Kehlgesang eingesetzt.
Unter dem Begriff der Taschenfaltenstimme als Ausdruck einer hyperkinetischen Dysphonie versteht man eine veränderte Artikulation der menschlichen Stimme durch das extreme Zusammenpressen der Taschenfalten. Die Symptome sind eine stark heisere, gepresste Stimme.
Bei Hunden, Pferden und Schweinen bildet das Taschenband die vordere Begrenzung des Zugangs zur Kehlkopftasche. Oberhalb der Stimmlippen (Plicae vocales) sind bei einigen Säugetieren größere Ausstülpungen möglich, diese werden Ventriculus morgagnii oder auch Ventriculus laryngis bezeichnet. Bei Menschen gibt es als pathologische Ausstülpung die Laryngozele.

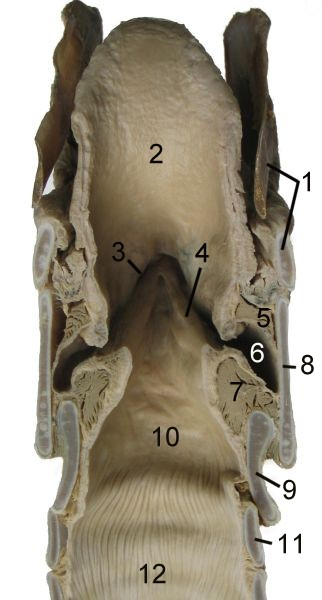
Schnitt durch den Kehlkopf eines Pferdes
- 1 Zungenbein
- 2 Kehldeckel (Epiglottis)
- 3 Vorhoffalte (Plica vestibularis)
- 4 Stimmfalte (Plica vocalis)
- 5 Musculus ventricularis
- 6 seitliche Kehlkopftasche (Ventriculus laryngis)
- 7 Musculus vocalis
- 8 Schildknorpel
- 9 Ringknorpel
- 10 Cavum infraglotticum
- 11 erster Luftröhrenknorpel
- 12 Luftröhre

Insbesondere bei den Unpaarhufern können sie größere Ausmaße annehmen. Nach kranial werden diese Ausstülpungen durch die Taschenbänder (Plicae vestibulares) begrenzt. Solche Aussackungen wirken als Resonatoren. Auch bei einigen Affenarten, so den Brüllaffen und beim Orang-Utan, haben sich diese Aussackungen, Ventriculi morgagnii als sogenannte Kehlsäcke evolutioniert.